# Колитц, Луи
Луи Колитц (нем. Louis Kolitz; 5 апреля 1845, Тильзит (Восточная Пруссия) — 24 июля 1914, Берлин) — немецкий художник, изображавший исторические события, портреты, сельские и городские пейзажи. С 1879 по 1911 годы он был директором академии в Касселе.

## Биография
Луи Колитц родился в восточно-прусском городе Тильзите. В 1862 −1864 годах учился в Берлинской академии искусств, в 1864—1869 годах в Академии художеств Дюссельдорфа. Он был учеником Освальда Ахенбаха и Эдварда Бендемана. Как доброволец он принял участие в 1866 году в Австро-прусской войне и Франко-прусской войне 1870/71 года. С 1872—1879 годы Колитц работает как художник-портретист в Дюссельдорфе, кроме того, он создает несколько картин, изображающих сцены из Франко-прусской войны 1870/71 года, которые были плохо восприняты современной критикой из-за их темной окраски и критического реализма. В 1872 году он женился на Луизе Конитц в Дюссельдорфе, от этого брака появилось пятеро детей, из которых Ганс Колитц (1874—1961) тоже стал художником. В 1879 году Колитц был назначен директором академии в Касселе. Он прежде всего работал в жанре портрета, хотя и создавал произведения монументальной живописи, например, фрески для официальных зданий. После выхода на пенсию в 1911 году Луи Колитц переехал в Берлин, где умер незадолго до начала Первой мировой войны 24 июля 1914 года.

## Работы
Портреты Колитца, да и вообще его картины, отличаются реализмом и детализацией материала и тонов, которые сделали его популярным (и хорошо оплачиваемым) портретистом. Сегодня его работы выглядят гораздо более значительными, чем просто пейзажные этюды и картины в стиле импрессионизма 1870-х годов. 
Он мог бы пионером и основоположником немецкого импрессионизма, но большую известность получил только после посмертной выставки к 75-летию галереи Хайнемана (в Мюнхене в 1920 году). Часть из его работ была куплена у его дочери Новой галереей в Касселе, но некоторые остались незамеченными, так как Колитц редко подписывал свои произведения.
Сейчас основную часть картин Колитца хранит Новая галерея в Касселе, отдельные произведения имеются в Национальной галерее в Берлине, в художественных музеях Дюссельдорфа, Бремена, и т. д.

## Ученик
- Отто Генрих (Heinrich Otto)